# Togitsu
Togitsu (jap. 時津町 Togitsu-chō) – miasto w Japonii, na wyspie Kiusiu, w prefekturze Nagasaki. Według danych na rok 2020 miejscowość zamieszkiwało 29 339 mieszkańców , a gęstość zaludnienia wyniosła 1401,1 os./km².